# Gömörpéterfala
Gömörpéterfala (szlovákul: Petrovce) község Szlovákiában, a Besztercebányai kerületben, a Rimaszombati járásban. A Novohrad-Nógrád UNESCO Globális Geopark települése. 

## Fekvése
Rimaszombattól 22 km-re délre, a magyar határtól 1 km-re fekszik.

## Története
A falu a Barkóság központja és legjellegzetesebb települése. 1244-ben említik először. 1332-ben a pápai tizedjegyzék már említi a Szentháromság tiszteletére szentelt templomát. 1427-ben Recsky Tamásnak 5 portája volt a községben, ekkor "Peterfalua" néven említik. Lakói a 16. században reformátusok lettek. Több nemesi család birtokában állt. Lakói a török elől elmenekültek. 1683-ban török és császári hadak pusztították el. 1773-ban 12 jobbágycsalád lakta. 1828-ban 49 házában 489 lakos élt. Az itteniek főként a mezőgazdaságból éltek meg.
Vályi András szerint: "PÉTERFALVA. Magyar falu Gömör Vármegyében, földes Urai Darvas, és több Uraságok, lakosai katolikusok, és másfélék, fekszik Gesztetéhez közel, mellynek filiája, földgye közép termékenységű, némelly része szántó fölgyeinek, és réttyeinek a’ záporok’ alkalmatlansága alá vagyon vetve; eladásra való helyei 2 mértföldnyire vagynak, legelője elég, fája mind a’ kétféle van, harmadik osztálybéli."
Fényes Elek szerint: "Péterfalva, Gömör v., magyar falu, ut. p. Rimaszombathoz délre 2 1/2 mfdnyire: 528 kath. lak. Kath. paroch. templom. F. u. többen."
Gömör-Kishont vármegye monográfiája szerint: "Péterfala, a nógrádi határ közelében fekvő magyar kisközség, 92 házzal és 591 róm. kath. lakossal. E község egy 1244-iki adománylevélben Petri néven van említve. 1427-ben már a mai nevén szerepel, mint a Recsky család birtoka. 1489-ben a Csató család az ura, később azután a br. Nyáry és a Jankovich család. Most Margulit Gyulának, gr. Teleky Károlynak és Hirschler Teréznek van itt nagyobb birtoka. Kath. templomának építési ideje ismeretlen. A községhez tartozik Kisrét, Répás és Tamástelke puszta, mely utóbbi már a XV. században szerepel Thamasfeldew és Thamastheleky néven, mint a Lórántffiak birtoka. Répás pusztát szintén már a XV. századból való oklevelek említik. Volt itt egy Sáros nevű község is, melyet 1427-ben Péterfalvával együtt emlegetnek. 1489-ben is még Saaros, al. nom. Peterfalva körülirással szerepel. A község postája, távírója és vasúti állomása Ajnácskő."
A trianoni békeszerződésig területe Gömör és Kishont vármegye Feledi járásához tartozott, ezután az új csehszlovák állam része lett. 13. századi román stílusú templomát a két világháború között lebontották, köveit széthordták. 1938 és 1944 között ismét Magyarországhoz tartozott.

## Népessége
| Év:            | 1994. | 2004.   | 2014.    | 2024.   |
| -------------- | ----- | ------- | -------- | ------- |
| Emberek száma: | 296   | 259     | 233      | 210     |
| Eltérés:       |       | -12,5 % | -10,03 % | -9,87 % |

| Év:            | 2023. | 2024.   |
| -------------- | ----- | ------- |
| Emberek száma: | 201   | 210     |
| Eltérés:       |       | +4,47 % |

1910-ben 608-an, túlnyomórészt magyar anyanyelvűek lakták.
2001-ben 268 lakosából 258 (96.3%) magyar volt.
2011-ben 250 lakosából 215 magyar és 16 szlovák volt.
2021-ben 208 lakosából 190 (+7) magyar, 17 (+1) szlovák, (+1) egyéb és 1 ismeretlen nemzetiségű volt.

## Neves személyek
- Itt született 1935. október 6-án Tőzsér Árpád szlovákiai magyar költő, műfordító, kritikus, irodalomtörténész, publicista.

## Nevezetességei
- Egykori templomát a 13. században építették. A hagyomány szerint a tatárok elől menekülő IV. Béla ide tért be kíséretével, s imádkozott országa megmeneküléséért. Az egykori templom helyén ma ravatalozó áll.

## Külső hivatkozások
- Községinfó
- Gömörpéterfala Szlovákia térképén
- E-obce.sk
- A Novohrad-Nógrád UNESCO Globális Geopark települései